# Dominique Mocka
Dominique Mocka, né le 13 août 1978, est un joueur de football français évoluant aux postes de milieu de terrain et d'attaquant. Son frère Éric est lui aussi footballeur.

## Biographie

### Carrière en club
Dominique Mocka commence sa carrière au Racing Club en 1994. Il y atteint la consécration lors de la saison 2003-2004 lorsqu'il s'adjuge le doublé Championnat-Coupe tout en étant couronné meilleur buteur dudit championnat avec 20 buts marqués. 
En 2006, il change de club et retrouve son frère Éric au JS Vieux-Habitants. Il devient champion une nouvelle fois en 2010 cette fois-ci en tant qu'entraîneur-joueur.

### Carrière internationale
Convoqué pour la première fois à l'occasion des qualifications à la Gold Cup 2003, Mocka est de l'épopée de l'équipe guadeloupéenne, demi-finaliste de la Gold Cup 2007, même s'il ne prend part qu'à un seul match, le 6 juin 2007, face à Haïti, à l'Orange Bowl de Miami (1-1).
En froid avec le sélectionneur de l'époque, Roger Salnot, à qui il reproche une sélection trop importante de joueurs provenant de l’extérieur, Mocka reste près de trois ans sans jouer pour les Gwada Boys. Il fait son retour lors de la Coupe de l'Outre-Mer 2010.
Il prend sa retraite internationale en 2012, dix ans après ses débuts internationaux, décennie qui l'a vu marquer 17 buts en 38 rencontres, total qui lui permet de s'affirmer comme le recordman de buts de l'équipe de Guadeloupe.

## Palmarès

### En club
- Racing Club :
  - Champion de Guadeloupe en 2003-2004.
  - Vainqueur de la Coupe de Guadeloupe en 2003-2004.
- JS Vieux-Habitants :
  - Champion de Guadeloupe en 2009-2010.
  - Finaliste de la Coupe de Guadeloupe en 2010.

### Distinctions individuelles
- Deux fois meilleur buteur du championnat de Guadeloupe, en 2002-2003 avec 18 buts[4], et 2003-2004 avec 20 buts[5].